# 马来西亚公民签证要求

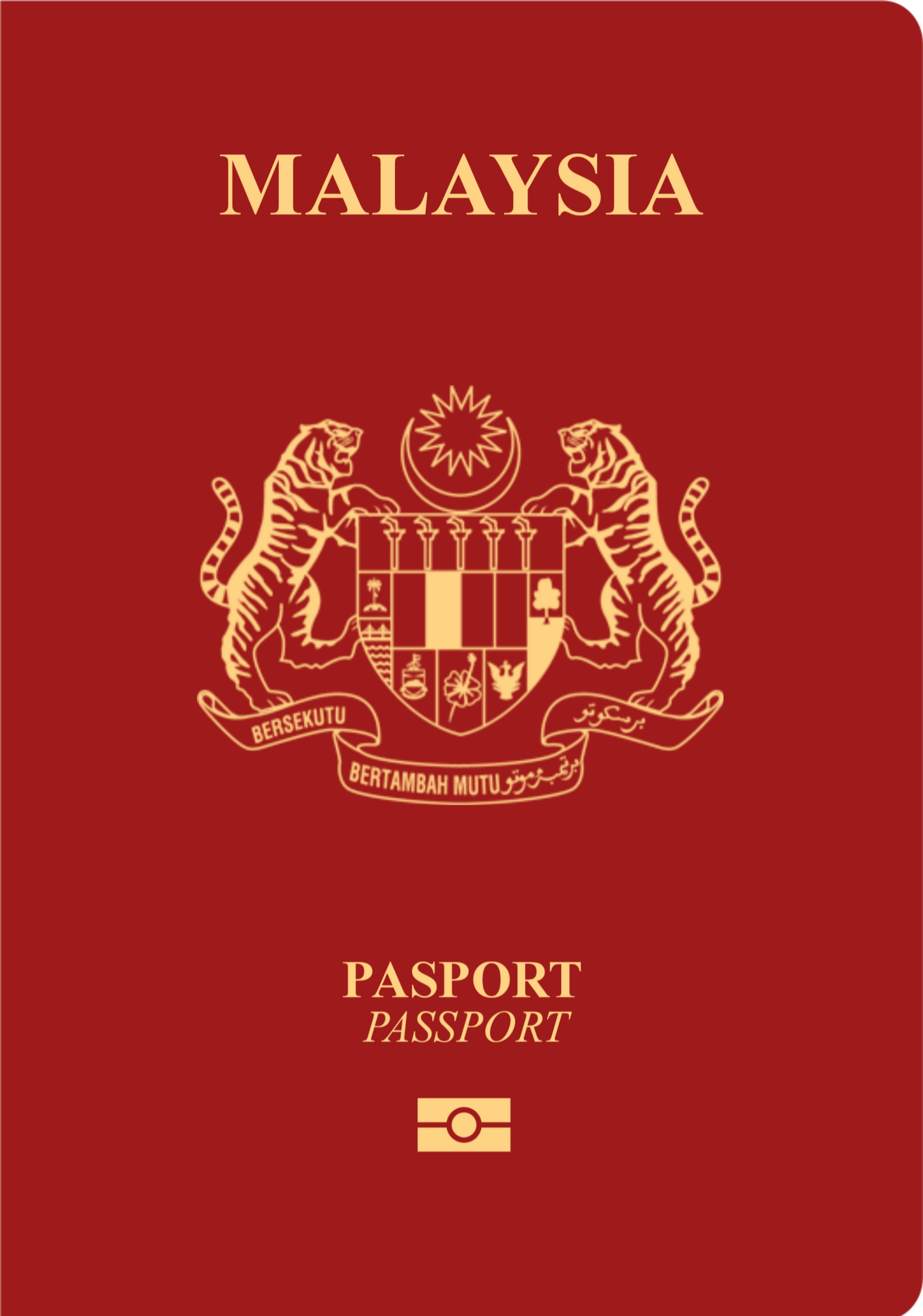
马来西亚护照

马来西亚公民签证要求是其他国家对马来西亚公民的入境限制。根据2024年5月3日Henley & Partners公佈的報告，马来西亚护照在183个国家和地区享有免事先申請签证待遇，位列全球第12名。。是东南亚排名第2的护照，仅次于新加坡，亦是发展中国家和穆斯林占多数的国家中排名最高的护照。
马来西亚护照上写着“本护照对除以色列以外的所有国家都有效”，马来西亚政府仅仅正式允许基督教朝圣者前往以色列。
2017年9月，马来西亚宣布，金正男于吉隆坡国际机场遇刺事件导致马来西亚与朝鲜关系紧张，马来西亚将禁止所有马来西亚公民前往朝鲜旅行。

## 概要
1993年6月1日起，在1983年3月1日生效的《日本国政府和马来西亚政府关于部分互免签证的换文》被日本单方面宣布失效的情况下，马来西亚普通护照持有人实际需要在访日前预先办理签证，直至2013年7月1日马公民免签证待遇方得以恢复。
在七国集团中，美国除外，法国迟至1995年8月27日才给予马来西亚普通护照持有人免签证待遇。
2002年9月24日，加拿大政府开始对之前曾经长期享有入境免签证待遇的马来西亚普通护照持有人采取签证措施。

## 签证要求地图

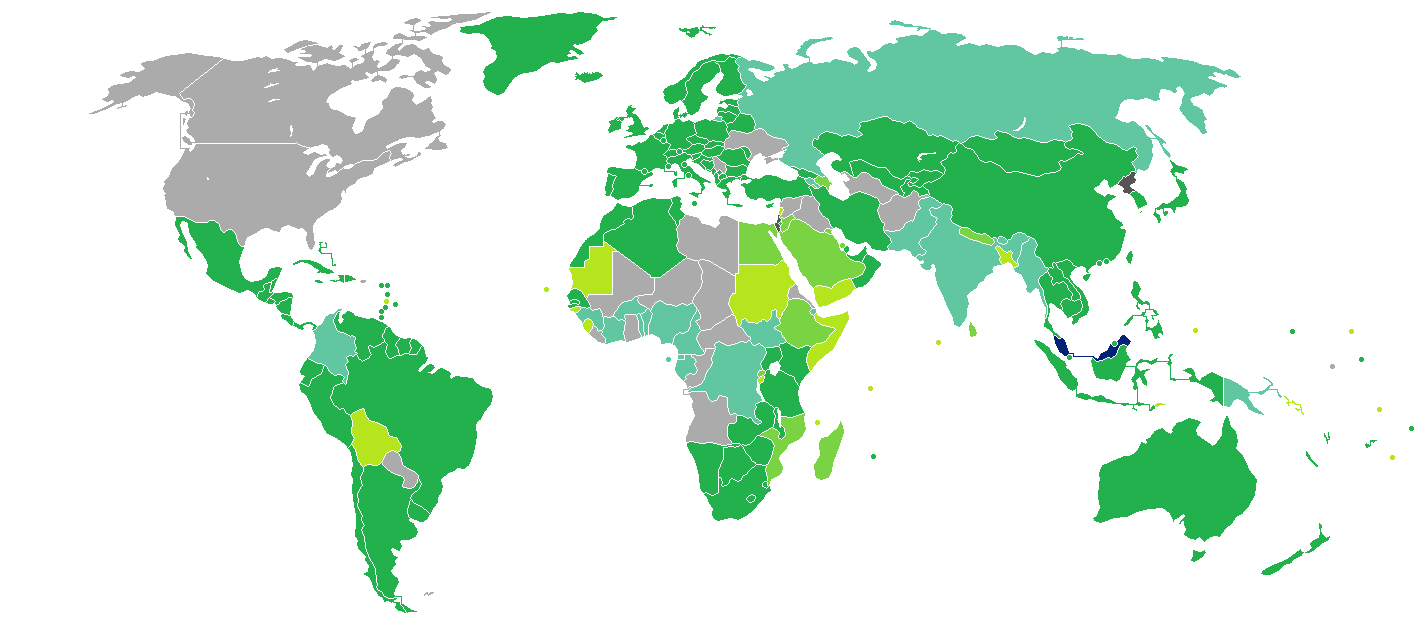
马来西亚护照执有者前往世界各国的入境签证要求：
马来西亚
免签证
需電子簽證或预先在互联网注册
落地签证
需要签证
馬來西亞政府禁止旅行

## 免签证入境国家与地区一览

### 非洲
| 国家和地区                          | 准入条件                                                          |
| ----------------------------------- | ----------------------------------------------------------------- |
| 阿尔及利亚                          | 3个月 （页面存档备份，存于）                                      |
|                                     | 90天                                                              |
|                                     | 落地签证可于布琼布拉机场申办 （页面存档备份，存于）               |
|                                     | 落地签证 （页面存档备份，存于）                                   |
|                                     | 落地签证 （页面存档备份，存于）                                   |
|                                     | 1个月落地签证收5000吉布提法郎 （页面存档备份，存于）              |
| 埃及                                | 15天免费落地签证 （页面存档备份，存于）                           |
|                                     | 90天                                                              |
|                                     | 30天 （页面存档备份，存于）                                       |
| 賴索托                              | 90天 （页面存档备份，存于）                                       |
| 利比里亚                            | 15天落地签证需承运航空公司驻站经理电传确认 （页面存档备份，存于） |
| 马达加斯加                          | 90天落地签证收14万阿里亚里 （页面存档备份，存于）                 |
| 马拉维                              | 90天 （页面存档备份，存于）                                       |
| 模里西斯                            | 1年当中6个月（旅游）；1年当中90天（商务） （页面存档备份，存于）  |
| 马约特                              | 1个月                                                             |
| 摩洛哥                              | 90天 （页面存档备份，存于）                                       |
| 莫桑比克                            | 落地签证收25美元 （页面存档备份，存于）                           |
| 纳米比亚                            | 3个月 （页面存档备份，存于）                                      |
| 尼日尔                              | 1个月落地签证收2万非洲法郎 （页面存档备份，存于）                 |
| 留尼汪                              | 3个月                                                             |
| 圣赫勒拿、阿森松和特里斯坦-达库尼亚 | 免签证入境                                                        |
| 聖多美和普林西比                    | 1个月落地签证收60美元 （页面存档备份，存于）                      |
| 塞舌尔                              | 1个月                                                             |
| 南非                                | 30天                                                              |
| 苏丹                                | 落地签证（自马来西亚直抵适用） （页面存档备份，存于）             |
|                                     | 60天                                                              |
| 坦桑尼亚                            | 免签证入境 （页面存档备份，存于）                                 |
| 多哥                                | 7天落地签证收10,000至35,000非洲法郎 （页面存档备份，存于）        |
| 突尼西亞                            | 3个月 （页面存档备份，存于）                                      |
| 乌干达                              | 30天落地签证收50美元 （页面存档备份，存于）                       |
| 尚比亞                              | 1年当中90天 （页面存档备份，存于）                                |
| 辛巴威                              | 3个月 （页面存档备份，存于）                                      |

### 美洲
| 国家和地区             | 准入条件                                            |
| ---------------------- | --------------------------------------------------- |
|                        | 3个月 （页面存档备份，存于）                        |
| 安地卡及巴布達         | 1个月 （页面存档备份，存于）                        |
| 阿根廷                 | 30/90天（旅遊/商务）                                |
| 阿鲁巴                 | 30天                                                |
| 巴哈马                 | 免签证入境 （页面存档备份，存于）                   |
|                        | 6个月 （页面存档备份，存于） （页面存档备份，存于） |
|                        | 1个月 （页面存档备份，存于）                        |
| 百慕大                 | 6个月 （页面存档备份，存于）                        |
| 玻利维亚               | 90天落地签证收52美元 （页面存档备份，存于）         |
| 巴西                   | 90天 （页面存档备份，存于）                         |
| 开曼群岛               | 30天 （页面存档备份，存于）                         |
| 智利                   | 30天                                                |
| 哥伦比亚               | 180天 （页面存档备份，存于）                        |
|                        | 90天 （页面存档备份，存于）                         |
| 古巴                   | 90天 （页面存档备份，存于）                         |
| 多米尼克               | 6个月 （页面存档备份，存于）                        |
|                        | 30天即办旅游卡收10美元 （页面存档备份，存于）       |
|                        | 90天 （页面存档备份，存于）                         |
| 薩爾瓦多               | 3个月 （页面存档备份，存于）                        |
|                        | 3个月                                               |
| 格陵兰                 | 3个月                                               |
| 格瑞那達               | 3个月 （页面存档备份，存于）                        |
|                        | 3个月                                               |
|                        | 90天 （页面存档备份，存于）                         |
|                        | 60天 Archive.today的存檔，存档日期2014-03-14        |
| 海地                   | 3个月 （页面存档备份，存于）                        |
|                        | 3个月 （页面存档备份，存于）                        |
| 牙买加                 | 免签证入境                                          |
|                        | 3个月                                               |
| 墨西哥                 | 180天 （页面存档备份，存于） （页面存档备份，存于） |
|                        | 3个月                                               |
|                        | 3个月                                               |
| 尼加拉瓜               | 90天                                                |
| 巴拿马                 | 180天 （页面存档备份，存于）                        |
| 秘魯                   | 183天                                               |
|                        | 3个月                                               |
| 圣基茨和尼维斯         | 3个月                                               |
| 圣卢西亚               | 6周落地签证收50美元                                 |
| 法属圣马丁             | 3个月                                               |
|                        | 3个月                                               |
|                        | 1个月                                               |
| 南乔治亚和南桑威奇群岛 | 免签证入境 （页面存档备份，存于）                   |
| 苏里南                 | 30天 （页面存档备份，存于）                         |
| 千里達及托巴哥         | 免签证入境                                          |
| 乌拉圭                 | 30天                                                |
| 委內瑞拉               | 90天                                                |
| 英屬維爾京群島         | 30天                                                |

### 亚洲
| 国家和地区                  | 准入条件 |
| --------------------------- | --- |
| 东南亚国家联盟 成员国       | |
|                             | 30天 |
| 柬埔寨                      | 30天 |
| 印度尼西亞                  | 30天 |
|                             | 30天 |
| 菲律賓                      | 30天 （页面存档备份，存于） |
| 新加坡                      | 30天 |
| 泰國                        | 30天 |
| 越南                        | 30天 |
| 緬甸                        | 电子签 （页面存档备份，存于） |
| 非东南亚国家联盟成员国/地区 | |
| 亞美尼亞                    | 电子签，21天收7美元 （页面存档备份，存于）                                                                                             |
|                             | 电子签，30天收25美元 （页面存档备份，存于）                                                                                            |
| 巴林                        | 14天落地签证收5巴林第纳尔 |
| 巴基斯坦                    | 电子签，3个月，单次入境收8.18美元 （页面存档备份，存于） （页面存档备份，存于）                                                        |
| 中国大陆                    | 15天（2023年12月1日至2025年12月31日期間15天免簽證）                                                                                    |
| 臺灣                        | 30天 （页面存档备份，存于） |
|                             | 90天 |
| 香港                        | 90天 （页面存档备份，存于） |
| 伊朗                        | 15天 |
| 伊拉克                      | 免费落地签证 |
| 日本                        | 90天 （页面存档备份，存于） |
| 约旦                        | 30天，免费落地签证 （页面存档备份，存于）                                                                                              |
|                             | 30天 （页面存档备份，存于） |
|                             | 3个月 |
|                             | 30天 （页面存档备份，存于） |
| 科威特                      | 3个月落地签证收3科威特第纳尔 （页面存档备份，存于）                                                                                    |
|                             | 30天 （页面存档备份，存于） |
| 黎巴嫩                      | 1个月免费落地签证 （页面存档备份，存于）                                                                                               |
| 澳門                        | 30天 |
| 馬爾地夫                    | 30天免费落地签证 （页面存档备份，存于）                                                                                                |
| 蒙古国                      | 30天 |
|                             | 需要签证 （页面存档备份，存于） |
| 尼泊尔                      | 60天落地签证收30美元 （页面存档备份，存于）                                                                                            |
| 阿曼                        | 1个月落地签证收6阿曼里亚尔；1年多次入境每次逗留3周收10阿曼第纳尔                                                                       |
|                             | 基于安全问题，公民不得访问 |
|                             | 90天 （页面存档备份，存于） |
|                             | 30天 （页面存档备份，存于） |
| 叙利亚                      | 15天落地签证 |
| 斯里蘭卡                    | 30天电子旅行授权收30美元，2024年3月31日前免费（2023年10月24日至2024年3月31日期間免簽證） （页面存档备份，存于） （页面存档备份，存于） |
| 东帝汶                      | 30天落地签证收30美元 |
| 土耳其                      | 90天 （页面存档备份，存于） |
| 阿联酋                      | 60天 |
| 葉門                        | 3个月免费落地签证 |

### 欧洲
| 国家和地区       | 准入条件                                                                  |
| ---------------- | ------------------------------------------------------------------------- |
| 欧洲联盟国家     |                                                                           |
| 奥地利           | 3个月 （页面存档备份，存于） （页面存档备份，存于）                       |
| 比利时           | 3个月 （页面存档备份，存于） （页面存档备份，存于）                       |
| 保加利亚         | 3个月 （页面存档备份，存于） （页面存档备份，存于）                       |
| 賽普勒斯         | 3个月 （页面存档备份，存于） （页面存档备份，存于）                       |
| 捷克             | 3个月 （页面存档备份，存于） （页面存档备份，存于）                       |
| 丹麦             | 3个月 （页面存档备份，存于） （页面存档备份，存于）                       |
| 爱沙尼亚         | 3个月 （页面存档备份，存于） （页面存档备份，存于）                       |
| 芬兰             | 3个月 （页面存档备份，存于） （页面存档备份，存于）                       |
| 法國             | 3个月 （页面存档备份，存于） （页面存档备份，存于）                       |
| 德国             | 3个月 （页面存档备份，存于） （页面存档备份，存于）                       |
| 希腊             | 3个月 （页面存档备份，存于） （页面存档备份，存于）                       |
| 匈牙利           | 3个月 （页面存档备份，存于） （页面存档备份，存于）                       |
| 爱尔兰           | 3个月 （页面存档备份，存于）                                              |
| 義大利           | 3个月 （页面存档备份，存于） （页面存档备份，存于）                       |
| 拉脫維亞         | 3个月 （页面存档备份，存于） （页面存档备份，存于）                       |
| 立陶宛           | 3个月 （页面存档备份，存于） （页面存档备份，存于）                       |
| 盧森堡           | 3个月 （页面存档备份，存于） （页面存档备份，存于）                       |
| 馬爾他           | 3个月 （页面存档备份，存于） （页面存档备份，存于）                       |
| 荷蘭             | 3个月 （页面存档备份，存于） （页面存档备份，存于）                       |
| 波蘭             | 3个月 （页面存档备份，存于） （页面存档备份，存于）                       |
| 葡萄牙           | 3个月 （页面存档备份，存于） （页面存档备份，存于）                       |
| 羅馬尼亞         | 3个月 （页面存档备份，存于） （页面存档备份，存于）                       |
| 斯洛伐克         | 3个月 （页面存档备份，存于） （页面存档备份，存于）                       |
| 斯洛維尼亞       | 3个月 （页面存档备份，存于） （页面存档备份，存于）                       |
| 西班牙           | 3个月 （页面存档备份，存于） （页面存档备份，存于）                       |
| 瑞典             | 3个月 （页面存档备份，存于） （页面存档备份，存于）                       |
| 英国             | 6个月                                                                     |
| 非欧盟国家和地区 |                                                                           |
| 阿尔巴尼亚       | 3个月                                                                     |
| 安道尔           | 3个月 （页面存档备份，存于）                                              |
| 白俄羅斯         | 30天（需从明斯克国家机场出入境且不得以此往来俄境） （页面存档备份，存于） |
|                  | 90天 （页面存档备份，存于）                                               |
|                  | 90天                                                                      |
| 法罗群岛         | 3个月 （页面存档备份，存于）                                              |
| 直布罗陀         | 免签证入境 （页面存档备份，存于）                                         |
| 根西             | 免签证入境                                                                |
| 冰島             | 3个月                                                                     |
| 马恩岛           | 免签证入境                                                                |
| 澤西             | 6个月                                                                     |
| 科索沃           | 90天 （页面存档备份，存于）                                               |
| 列支敦斯登       | 3个月 （页面存档备份，存于）                                              |
| 北馬其頓         | 1个月                                                                     |
| 摩尔多瓦         | 90天                                                                      |
| 摩納哥           | 3个月 （页面存档备份，存于）                                              |
| 蒙特內哥羅       | 90天 （页面存档备份，存于）                                               |
| 挪威             | 90天 （页面存档备份，存于）                                               |
| 圣马力诺         | 1个月 （页面存档备份，存于）                                              |
| 塞爾維亞         | 需要签证 （页面存档备份，存于）                                           |
| 瑞士             | 3个月                                                                     |
| 乌克兰           | 电子签, 30天单次入境20美元 （页面存档备份，存于） （页面存档备份，存于）  |
| 梵蒂冈           | 3个月 （页面存档备份，存于）                                              |

### 大洋洲
| 国家和地区         | 准入条件                                                  |
| ------------------ | --------------------------------------------------------- |
| 庫克群島           | 31天                                                      |
| 斐济               | 4个月                                                     |
| 關島               | 45天 （页面存档备份，存于） （页面存档备份，存于）        |
| 基里巴斯           | 免签证入境                                                |
| 密克羅尼西亞聯邦   | 30天                                                      |
| 新喀里多尼亞       | 3个月                                                     |
| 新西兰             | 3个月 （页面存档备份，存于）                              |
| 纽埃               | 30天                                                      |
| 帛琉               | 30天落地签证                                              |
|                    | 60天落地旅游签证                                          |
| 皮特凯恩群岛       | 免签证入境                                                |
| 法屬玻里尼西亞     | 1个月                                                     |
| 萨摩亚             | 60天                                                      |
| 所罗门群岛         | 3个月即办访客许可证                                       |
| 法属南部和南极领地 | 3个月                                                     |
| 托克勞             | 免费航游许可证可于萨摩亚阿皮亚申办 （页面存档备份，存于） |
|                    | 31天免费落地签证                                          |
|                    | 1个月免费落地签证                                         |
|                    | 30天                                                      |
|                    | 3个月                                                     |
|                    | 3个月电子旅行授权                                         |

马来西亚公民因国家问题,禁止去以色列,除非工作和宗教原因,可另外申请入境许可证